# サン＝マルタン＝オ＝シャルトラン
サン＝マルタン＝オ＝シャルトラン（仏: Saint-Martin-aux-Chartrains）は、フランスのノルマンディー地域圏、カルヴァドス県に属するコミューン。

## 地理
県都カーンから北東に40km、リジューからは北へ20kmほどいった田園地帯に位置する。北西へ流れるトゥック川に沿って、幹線道路のD677やA132が通る。河岸は平地だが、北部はゆるやかな丘陵になっている。家屋が道沿いに連なり築かれているため、街並みは細長い。北でアングルクーヴィル＝アン＝オージュと、北東でトゥルヴィル＝アン＝オージュと、南東でクードレイ＝ラビュと、南西でサン＝テティエンヌ＝ラ＝ティレーと、西でカナップヴィルとそれぞれ接する。

## 行政
- 首長 - フランソワーズ・デラサル（Françoise Delasalle、無所属、2008年3月から） 行政補佐官
- 前首長 - フランソワ・ド・ローラン（François de Laurens）

## 人口の推移[1]
| 1962年 | 1968年 | 1975年 | 1982年 | 1990年 | 1999年 | 2007年 |
| ------ | ------ | ------ | ------ | ------ | ------ | ------ |
| 262    | 262    | 249    | 309    | 369    | 351    | 386    |